# Gottfried Groschke

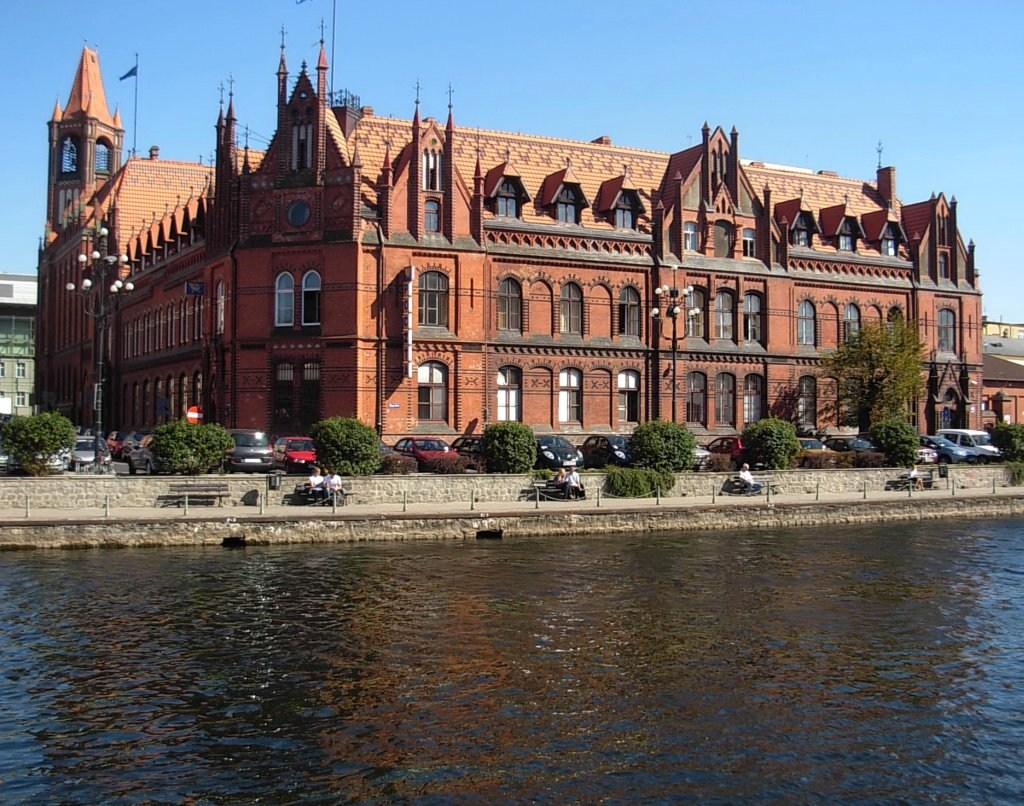
Poczta Główna przy ul. Stary Port, gdzie mieścił się bydgoski urząd pocztowy, w którym dyrektorem przez 32 lata był Gottfried Groschke (budynek na zdjęciu wzniesiono w latach 1883–1899)

Gottfried Groschke (ur. 1771, zm. 1856 w Bydgoszczy) – długoletni dyrektor poczty w Bydgoszczy (1815–1847), Honorowy Obywatel Bydgoszczy.

## Życiorys
Urodził się 22 lipca 1771 r. Do Bydgoszczy przybył w 1815 r. wraz z falą imigrantów-urzędników pruskich, gdy miasto znalazło się ponownie w granicach Królestwa Prus po upadku Napoleona. Jako kapitan i inwalida wojenny objął wówczas stanowisko dyrektora bydgoskiego urzędu pocztowego, zastępując polskiego dyrektora poczty Słuszewskiego.
Zasadniczą treścią jego dokonań było utworzenie od podstaw nowoczesnej sieci pocztowej w okręgu bydgoskim oraz rozwój podległego mu urzędu.
Personel bydgoskiego urzędu pocztowego w 1815 r. stanowili oprócz dyrektora dwaj sekretarze pocztowi i jeden listonosz. Podlegały mu placówki pocztowe w Nakle nad Notecią, Wyrzysku, Łobżenicy, Kcyni, Szubinie, Mroczy, Więcborku, Fordonie, Barcinie i Pakości.
W I połowie XIX wieku Bydgoszcz stała się głównym punktem etapowym dyliżansów i furgonów pocztowych, a także pocztylionów kursujących na trasie między Berlinem, Poznaniem i Królewcem. Wśród przesyłek znajdowały się, oprócz typowej korespondencji, także pieniądze i kosztowności. Poczta obsługiwała również przewóz osób.
W latach 20. XIX w. uruchomiono pospieszną linię pocztową z Bydgoszczy do Berlina przez Nakło i Piłę. Staraniem Groschkego Bydgoszcz uzyskała kolejne regularne połączenia pocztowe obsługiwane przez dyliżansy i pocztylionów. W 1838 r. utrzymywano codzienne połączenia z Toruniem i Gdańskiem, cztery razy w tygodniu ekspediowano pocztę do Inowrocławia, trzy razy do Poznania, zaś dwa razy na tydzień do Berlina i Królewca. Do Fordonu kursowała lekka bryczka, tzw. kariolka
Stopniowo rosła liczba pracowników zatrudnionych w bydgoskim urzędzie pocztowym. W 1830 r. było ich jeszcze 5, a w połowie wieku już 12. Oprócz nich pod nadzorem Groschkego jako dyrektora pozostawało wiele stacji pocztowych położonych w podległym mu okręgu, obsługiwanych przez 145 pocztylionów dysponujących ponad 400 końmi. Przypadło mu zatem w udziale faktyczne tworzenie nowoczesnej sieci pocztowej, w której Bydgoszcz odgrywała zasadniczą rolę. Dalszy jej dynamiczny rozwój umożliwiło włączenie miasta do sieci kolejowej Pruskiej Kolei Wschodniej w 1851 r.
Gottfried Groschke swoje sukcesy zawodowe zawdzięczał umiejętności porozumienia się i współpracy z organami administracji państwowej, zwłaszcza z Królewską Regencją w Bydgoszczy, ale i władzami miejskimi. Na stanowisku dyrektora poczty w Bydgoszczy pozostał do 1847 r. Obok obowiązków zawodowych brał także udział w życiu społecznym miasta. Był ponadto członkiem bydgoskiej loży wolnomularskiej „Janus”, do której należeli wówczas z reguły przedstawiciele bydgoskiej elity społecznej. Zmarł 10 kwietnia 1856 r. w Bydgoszczy. Pochowano go na cmentarzu ewangelickim przy ul. Jagiellońskiej (dziś park Ludowy im. W Witosa).

## Honorowy Obywatel Bydgoszczy
5 lutego 1840 r. rada miejska Bydgoszczy na wniosek magistratu podjęła uchwałę o nadaniu mu godności Honorowego Obywatela Bydgoszczy. Właściwa uroczystość i wręczenie okolicznościowego dyplomu miało miejsce 20 lipca 1840 r. Wyróżnienie to wręczono mu przy okazji jubileuszu 50-lecia pracy w służbie państwowej.